# Amara Baby
Amara Baby (Le Blanc-Mesnil, 23 februari 1989) is een Frans-Senegalese voetballer. Hij is een middenvelder die in België speelde voor Sporting Charleroi, Antwerp FC en KAS Eupen. Sinds juli 2021 zit hij zonder club. In 2015 maakte Baby zijn debuut voor de nationale ploeg van Senegal.

## Clubcarrière

### Jeugd
Amara Baby werd in 1989 geboren in Le Blanc-Mesnil, een gemeente in het Franse departement Seine-Saint-Denis. Hij voetbalde bij de jeugd voor JA Drancy alvorens in 2006 de overstap te maken naar de jeugdopleiding van LB Châteauroux.

### Châteauroux
Op 17 april 2009 maakte Baby in Ligue 2 zijn officieel debuut voor Châteauroux. Hij mocht toen in de basis starten in de competitiewedstrijd tegen CS Sedan. Een seizoen later groeide hij uit tot een vaste waarde. Op 22 december 2009 scoorde hij tegen AC Ajaccio zijn eerste doelpunt voor Châteauroux.

### Uitleenbeurten
In augustus 2012 werd Baby verhuurd (met aankoopoptie) aan reeksgenoot Le Mans FC. Met zijn nieuwe werkgever streed hij een seizoen lang tegen de degradatie. De club werd in 2013 failliet verklaard en verdween uit Ligue 2. Vervolgens werd de Franse Senegalees een jaar verhuurd aan Stade Lavallois. Met die club streed hij in het seizoen 2013/14 eveneens tegen de degradatie. Uiteindelijk werd de club zeventiende, waardoor het in Ligue 2 mocht blijven.

### Auxerre
In de zomer van 2014 maakte de middenvelder de overstap naar het AJ Auxerre van trainer Jean-Luc Vannuchi. Hij werd een titularis en eindigde met de club in de middenmoot van Ligue 2. Daarnaast bereikte hij ook de finale van de Coupe de France. In de bekerfinale werd Auxerre verslagen door topclub Paris Saint-Germain (0–1). Ondanks een goed seizoen besloot hij de club te verlaten. Hij speelde nog enkele wedstrijden aan het begin van het seizoen 2015/16, maar kwam dan niet meer opdagen.

### Sporting Charleroi
Op 31 augustus 2015, de laatste dag van de transferperiode, tekende Baby een contract voor een seizoen bij Sporting Charleroi. Hij groeide bij de Belgische eersteklasser uit tot een vaste waarde. In het seizoen 2015/16 won hij met Charleroi de finale van play-off II. In de terugwedstrijd van die finale, waarin KV Kortrijk de tegenstander was, scoorde hij het winnende doelpunt (1–2). Vijf dagen later was hij ook trefzeker in de eerste barragewedstrijd om Europees voetbal tegen KRC Genk (2–0). In de terugwedstrijd verloor Charleroi met 5–1. Baby mocht in het slot invallen en kreeg al snel een rode kaart. Door de zware nederlaag greep Baby met Charleroi naast Europees voetbal.

### Antwerp FC
Na drie seizoenen bij Charleroi tekende Baby op 31 augustus 2018 voor zijn tweede Belgische club: Antwerp FC. De middenvelder tekende bij de Great Old een contract voor twee seizoenen met één seizoen optie.
Baby vertrok in 2020 transfervrij naar KAS Eupen waar hij speelde tijdens het seizoen 2020/21. Sindsdien heeft hij geen club meer.

## Clubstatistieken
| Seizoen                       | Club               | Land      | Competitie         | Competitie | Competitie | Beker | Beker | Internationaal | Internationaal | Totaal | Totaal |
| Seizoen                       | Club               | Land      | Competitie         | Wed.       | Dlp.       | Wed.  | Dlp.  | Wed.           | Dlp.           | Wed.   | Dlp.   |
| ----------------------------- | ------------------ | --------- | ------------------ | ---------- | ---------- | ----- | ----- | -------------- | -------------- | ------ | ------ |
| 2008/09                       | LB Châteauroux     | Frankrijk | Ligue 2            | 6          | 0          | 0     | 0     | —              | —              | 6      | 0      |
| 2009/10                       | LB Châteauroux     | Frankrijk | Ligue 2            | 24         | 4          | 1     | 0     | —              | —              | 25     | 4      |
| 2010/11                       | LB Châteauroux     | Frankrijk | Ligue 2            | 33         | 4          | 1     | 0     | —              | —              | 34     | 4      |
| 2011/12                       | LB Châteauroux     | Frankrijk | Ligue 2            | 24         | 0          | 4     | 0     | —              | —              | 28     | 0      |
| 2012/13                       | → Le Mans FC       | Frankrijk | Ligue 2            | 32         | 1          | 1     | 0     | —              | —              | 33     | 1      |
| 2013/14                       | → Stade Lavallois  | Frankrijk | Ligue 2            | 25         | 6          | 0     | 0     | —              | —              | 25     | 6      |
| 2014/15                       | AJ Auxerre         | Frankrijk | Ligue 2            | 22         | 6          | 2     | 0     | —              | —              | 26     | 6      |
| 2015/16                       | AJ Auxerre         | Frankrijk | Ligue 2            | 3          | 1          | 1     | 0     | —              | —              | 4      | 1      |
| 2015/16                       | Sporting Charleroi | België    | Jupiler Pro League | 31         | 7          | 2     | 0     | —              | —              | 33     | 7      |
| 2016/17                       | Sporting Charleroi | België    | Jupiler Pro League | 32         | 4          | 3     | 1     | —              | —              | 35     | 5      |
| 2017/18                       | Sporting Charleroi | België    | Jupiler Pro League | 32         | 5          | 1     | 0     | —              | —              | 33     | 5      |
| 2018/19                       | Sporting Charleroi | België    | Jupiler Pro League | 4          | 0          | 0     | 0     | —              | —              | 4      | 0      |
| 2018/19                       | Antwerp FC         | België    | Jupiler Pro League | 24         | 3          | 0     | 0     | —              | —              | 24     | 3      |
| 2019/20                       | Antwerp FC         | België    | Jupiler Pro League | 9          | 0          | 4     | 1     | 3              | 0              | 16     | 1      |
| 2020/21                       | KAS Eupen          | België    | Jupiler Pro League | 24         | 2          | 3     | 1     | —              | —              | 27     | 3      |
| Totaal                        | Totaal             | Totaal    | Totaal             | 325        | 43         | 23    | 3     | 3              | 0              | 351    | 46     |
| Bijgewerkt t/m 17 april 2021. |                    |           |                    |            |            |       |       |                |                |        |        |

## Interlandcarrière
In 2015 werd Baby door bondscoach Aliou Cissé voor het eerst geselecteerd voor de nationale ploeg van Senegal. Op 13 juni 2015 speelde hij tegen Burundi zijn eerste interland: vijf minuten voor tijd mocht hij invallen voor Mame Diouf.